# Ricardo Pedro Chaves Pinto Filho
Ricardo Pedro Chaves Pinto Filho OPraem (* 6. August 1938 in Capelinha; † 1. April 2018 in Pouso Alegre) war ein brasilianischer Geistlicher und römisch-katholischer Erzbischof von Pouso Alegre.

## Leben
Ricardo Pedro Chaves Pinto Filho trat der Ordensgemeinschaft der Prämonstratenser bei und erhielt den Ordensnamen Ricardo. Er besuchte das Provinz-Seminar des Heiligen Herzens (Diamantina) und die Apostolischen Schule São Noberto (Montes Claros). Am 29. Juni 1967 empfing er die Priesterweihe. Er war in der Seelsorge in Bocaiuva nördlich von Minas tätig, später Oberer des Prämonstratenserordens von Minas Gerais. 1983 schloss er ein Studium der Moraltheologie an der Päpstlichen Akademie Alfonsiana in Rom ab. 1986 wurde er zudem Vikar in der Pfarrei São Gonçalo in Contagem (MG).
Papst Johannes Paul II. ernannte ihn am 14. März 1990 zum Bischof von Leopoldina. Der Erzbischof von Belo Horizonte, Serafím Fernandes de Araújo, spendete ihm am 21. April desselben Jahres die Bischofsweihe. Mitkonsekratoren waren Geraldo Majela de Castro OPraem, Bischof von Montes Claros, und Paulo Antonino Mascarenhas Roxo OPraem, Bischof von Mogi das Cruzes. Als Wahlspruch wählte er CARITAS CHRISTI URGET.
Am 16. Oktober 1996 wurde er zum Erzbischof von Pouso Alegre ernannt. Papst Franziskus nahm am 28. Mai 2014 seinen altersbedingten Rücktritt an.